# Release Me (Wilson-Phillips-Lied)
Release Me ist ein Lied von Wilson Phillips aus dem Jahr 1990, das von Carnie Wilson, Wendy Wilson und Chynna Phillips geschrieben wurde. Es erschien auf dem selbstbetitelten Debütalbum und wurde von Glen Ballard produziert.

## Geschichte
Im Song geht es um ein Paar, das sich getrennt hat und nun klärt, wie die Zukunft beider weitergeht.
Die Veröffentlichung war am 30. Juni 1990, in den Vereinigten Staaten und Kanada wurde der Popsong ein Nummer-eins-Hit.

## Musikvideo
Das Musikvideo wurde in Schwarzweißfotografie gedreht. Zuerst sieht man eine Skyline, dann schwimmt jemand in einem Schwimmbecken und danach tragen die Bandmitglieder mit wechselndem Hintergrund den Song vor. Es wird gewechselt von einem Wohnzimmer, zur Skyline und dem Schwimmbecken vom Anfang des Clips.

## Kommerzieller Erfolg

### Chartplatzierungen
| ChartsChartplatzierungen       | Höchstplatzierung | Wochen |
| ------------------------------ | ----------------- | ------ |
| Deutschland (GfK)              | 37 (18 Wo.)       | 18     |
| Österreich (Ö3)                | 15 (9 Wo.)        | 9      |
| Vereinigte Staaten (Billboard) | 1 (22 Wo.)        | 22     |
| Vereinigtes Königreich (OCC)   | 36 (5 Wo.)        | 5      |

| ChartsJahrescharts (1990)      | Platzierung |
| ------------------------------ | ----------- |
| Vereinigte Staaten (Billboard) | 19          |

### Auszeichnungen für Musikverkäufe
| Land/Region               | Auszeichnungen für Musikverkäufe (Land/Region, Auszeichnung, Verkäufe) | Verkäufe |
| ------------------------- | ---------------------------------------------------------------------- | -------- |
| Vereinigte Staaten (RIAA) | Gold                                                                   | 500.000  |
| Insgesamt                 | 1× Gold ·                                                              | 500.000  |

## Coverversionen
- 1992: Sweet Sensation